# David Swift
David Swift (Mineápolis, 27 de julio de 1919–Santa Mónica, 31 de diciembre de 2001) fue un guionista, animador, director, productor y actor de nacionalidad estadounidense. Es sobre todo conocido por escribir el guion de la película de 1967 How to Succeed in Business Without Really Trying. Swift trabajó como animador y director para The Walt Disney Company, adaptando la historia de Pollyanna, y escribiendo y dirigiendo The Parent Trap (1961).

## Biografía
Nacido en Minneapolis, Minnesota, el padre de Swift era propietario de una empresa de embutidos. Tras la Gran depresión, abandonó la escuela a los 17 años de edad y embarcó en un tren para ir a California, donde anhelaba trabajar para Walt Disney. A su llegada a Los Ángeles, Swift hizo diferentes trabajos para ganarse la vida, entre ellos acomodador de un local de Warner Bros. A la vez, acudía a una escuela de arte, y por las noches iba a formarse a la Escuela Preparatoria Hollywood. Inició su carrera en The Walt Disney Company como ayudante de oficina, ascendiendo a animador bajo la dirección de Ward Kimball en 1938.
Durante la Segunda Guerra Mundial sirvió en la 8th Air Force, y finalizada la contienda Swift trabajó como guionista radiofónico y televisivo. Fue alabado su trabajo como creador de la sitcom Mister Peepers. Swift volvió a Disney como guionista, director y productor de Pollyanna, tras lo cual rodó The Parent Trap (1961). Walt Disney a menudo decía que Swift era como el hijo que nunca llegó a tener. Tras rodar Love Is a Ball, Swift fue contratado por Columbia Pictures para trabajar en The Interns, Under the Yum Yum Tree y Good Neighbor Sam, los dos últimos filmes protagonizados por Jack Lemmon. También creó la serie Camp Runamuck. Swift volvió otra vez a Disney para escribir Candleshoe en 1977.
En los años 1980, Swift fue guionista y director televisivo. Su último proyecto fue el guion de The Parent Trap, una versión de la película de 1961 protagonizada por Lindsay Lohan, Natasha Richardson y Dennis Quaid.
En 1951 se casó con la actriz Maggie McNamara, divorciándose más adelante la pareja. En 1957 se casó con la modelo Micheline Swift, permaneciendo ambos unidos hasta la muerte de él en el año 2001. Tuvieron dos hijas, Michele y Wendon.
David Swift falleció el 31 de diciembre de 2001 en el St. John's Health Center de Santa Mónica, California, a causa de un fallo cardiaco. Tenía 82 años de edad.

## Filmografía (selección)

### Animador
- 1937 : Snow White and the Seven Dwarfs
- 1940 : Pinocho
- 1940 : Fantasía
- 1941 : El dragón chiflado
- 1941 : The Nifty Nineties
- 1953 : Peter Pan

### Guionista
- 1960 : Pollyanna
- 1961 : The Parent Trap
- 1962 : Poor Mr. Campbell (telefilm)
- 1962 : The Interns
- 1963 : Love Is a Ball
- 1963 : Under the Yum Yum Tree
- 1964 : Good Neighbor Sam
- 1967 : How to Succeed in Business Without Really Trying
- 1977 : Candleshoe
- 1977 : Eight Is enough (serie TV)
- 1980 : Foolin' Around
- 1998 : The Parent Trap

### Director
- 1958 : The Rifleman (serie TV)
- 1960 : Pollyanna
- 1961 : The Parent Trap
- 1962 : Poor Mr. Campbell (telefilm)
- 1962 : The Interns
- 1963 : Love Is a Ball
- 1963 : Under the Yum Yum Tree
- 1964 : Good Neighbor Sam
- 1965 : Camp Runamuck (serie TV)
- 1967 : How to Succeed in Business Without Really Trying
- 1970 : Arnie (serie TV)
- 1975 : Barney Miller (serie TV)

### Actor
- 1967 : How to Succeed in Business Without Really Trying
- 1960 : Pollyanna

- 1964 : Good Neighbor Sam
- 1977 : The Black Panther, de Ian Merrick

### Productor
- 1952 : Mister Peepers (serie TV)
- 1964 : Good Neighbor Sam
- 1965 : Camp Runamuck (serie TV)